# Maria Vitória Hamilton
Maria Vitória Douglas-Hamilton (em inglês: Mary Victoria Douglas-Hamilton; Hamilton, 11 de dezembro de 1850 — Budapeste, 14 de maio de 1922) foi uma nobre escocesa e a primeira esposa de Alberto I, Príncipe de Mônaco.

## Biografia

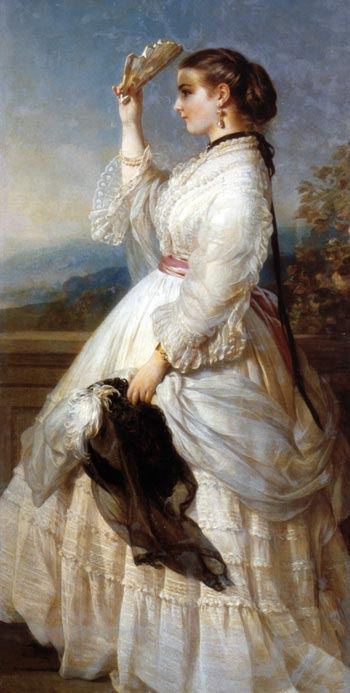

Nascida em Lanarkshire, na Escócia, Maria Vitória era a única filha de Guilherme Hamilton, 11° Duque de Hamilton e de sua esposa, a princesa Maria Amélia de Baden. Sua mãe era filha de Carlos II, Grão-Duque de Baden e da viscondessa Stéphanie de Beauharnais, a prima de Josefina de Beauharnais, primeira esposa de Napoleão Bonaparte. Tinha portanto ascendências escocesa, alemã e francesa. Ela era prima em primeiro grau da rainha Carolina da Saxônia, da rainha Estefânia de Portugal, do rei Carlos I da Romênia e da princesa Maria, Condessa de Flandres. Também era prima em terceiro grau do imperador Napoleão III da França.

### Princesa herdeira de Mônaco

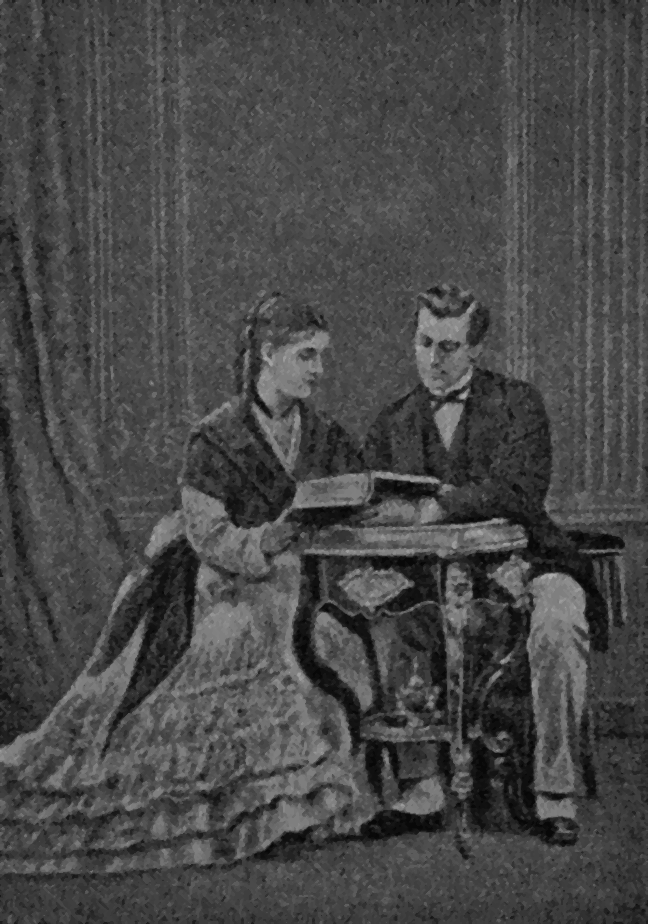
Maria Vitória com o príncipe Alberto

Seu primeiro casamento, em 21 de setembro de 1869 no Château de Marchais, foi com o príncipe Alberto, filho único e herdeiro de Carlos III, Príncipe de Mônaco. O casamento foi arranjado de acordo com o desejo da casa principesca monegasca, pois há muito era uma ambição de sua mãe e avó casá-lo com um membro da casa real britânica. Enquanto a rainha Vitória recusou um casamento entre Alberto e um de seus familiares mais próximos, lady Maria Vitória foi sugerida como uma substituta adequada.
Mas o casamento não era feliz e, embora esteja grávida, a princesa deixa Mônaco e seu marido 5 meses depois para se juntar à família em Budapeste. Ela deu à luz em 12 de julho de 1870 a um filho em Baden-Baden. O príncipe Alberto não conhecerá seu filho até 10 anos depois no momento em que se pronunciem o divórcio e a anulação religiosa. Tendo se divorciado antes da ascensão ao trono de Alberto I em 1889, ela nunca se tornará princesa consorte de Mônaco.

### A vida na Hungria
O segundo casamento de lady Maria Vitória, em 2 de junho de 1880, foi com o conde Tassilo Festetics de Tolna. O casal teve quatro filhos.
Durante seu casamento de 40 anos com o conde, mais tarde príncipe, Tassilo Festetics de Tolna, Lady Maria Vitória supervisionou a ampliação e melhoria da sede principal da família, o Palácio Festetics, e seus jardins, em Keszthely, no oeste da Hungria.
Em várias ocasiões, ela e seu marido entretiveram seu irmão, o Duque de Hamilton, e seu grande amigo, o Príncipe de Gales. Ainda há retratos pendurados no palácio de vários membros de sua família, incluindo um de seu pai em trajes completos das Terras Altas. Do lado de fora do palácio, de ambos os lados da entrada principal, encontram-se as armaduras de lady Maria Vitória e de seu marido.
A Biblioteca Helikon no Palácio contém muitas obras que foram trazidas para Keszthely por lady Maria Vitória das coleções de seu pai e irmão no Hamilton Palace.
O terreno do Palácio, às margens do Lago Balaton, contém um mausoléu da família Festetics, que é o local de descanso final de Lady Maria Vitória e seu marido.

## Descendência
Da sua primeiro união com o príncipe-herdeiro Alberto de Mônaco, futuro príncipe Alberto I, o casal tiveram um filho:
- Luís Honorato Carlos Antônio Grimaldi (1870–1949), foi príncipe soberano de Mônaco (como Luís II) e reinou de 1922 a 1949.

Da sua segunda união com o príncipe Tassilo Festetics de Tolna, o casal teve quatro filhos:
- Mária Matild Georgina Festetics de Tolna (1881–1953), casou-se com o príncipe Karl Emil von Fürstenberg, com descendência. (avô da princesa Ira von Fürstenberg e dos príncipes Egon von Fürstenberg e Karel Schwarzenberg)[4]
- György Tasziló József Festetics de Tolna (1882–1941), Príncipe Festetics de Tolna após a morte de seu pai, casou-se com a condessa Marie Franziska von Haugwitz, com descendência.[5]
- Alexandra Olga Eugénia Festetics de Tolna (1884–1963), casou-se por duas vezes, a primeira com o príncipe Karl von Windisch-Grätz primeiro e a segunda com o príncipe Erwin zu Hohenlohe-Waldenburg-Schillingsfürst, com descendência de hambos.[6]
- Karola Friderika Mária Festetics de Tolna (1888–1951), casou-se com o Barão Oskar Gautsch von Frankenthurn.[7]